# Вулф (озеро)
Вулф (англ. Wolf Lake, тлингит. Ghùch Âyi) — озеро на территории Юкон в Канаде.
Озеро располагается на плато Нисутлин в южной части территории на высоте 975 метров. На берегах озера представлены как тундра, так и покрытые лесом горы. Сток из озера по одноимённой реке на юго-запад в озеро Теслин.
В бассейне реки обитают лоси, олени, волки, рыси и медведи. В водах озера водится озёрная форель, а также щука, хариус и сиг. Wolf Lake Lodge расположен на западном берегу озера в уединённой бухте, в летнее время любители рыбной ловли имеют возможность заниматься спортивным и любительским рыболовством.
В 1998 году начал обсуждаться вопрос о возможности создания в районе озера охраняемой территории.